# Veep – Die Vizepräsidentin/Episodenliste
Diese Episodenliste enthält alle Episoden der US-amerikanischen Dramedyserie Veep – Die Vizepräsidentin, sortiert nach der US-amerikanischen Erstausstrahlung. Zwischen 2012 und 2019 entstanden in sieben Staffeln insgesamt 65 Episoden mit einer Länge von jeweils etwa 30 Minuten.

## Übersicht
| Staffel | Episodenanzahl | Erstausstrahlung USA | Erstausstrahlung USA | Deutschsprachige Erstausstrahlung | Deutschsprachige Erstausstrahlung |
| Staffel | Episodenanzahl | Staffelpremiere      | Staffelfinale        | Staffelpremiere                   | Staffelfinale                     |
| ------- | -------------- | -------------------- | -------------------- | --------------------------------- | --------------------------------- |
| 1       | 8              | 22. April 2012       | 10. Juni 2012        | 13. November 2012                 | 1. Januar 2013                    |
| 2       | 10             | 14. April 2013       | 23. Juni 2013        | 4. September 2013                 | 6. November 2013                  |
| 3       | 10             | 6. April 2014        | 8. Juni 2014         | 10. September 2014                | 5. November 2014                  |
| 4       | 10             | 12. April 2015       | 14. Juni 2015        | 9. September 2015                 | 11. November 2015                 |
| 5       | 10             | 24. April 2016       | 26. Juni 2016        | 29. Juni 2016                     | 31. August 2016                   |
| 6       | 10             | 16. April 2017       | 25. Juni 2017        | 21. Juni 2017                     | 23. August 2017                   |
| 7       | 7              | 31. März 2019        | 12. Mai 2019         | 18. Juni 2019                     | 9. Juli 2019                      |

## Staffel 1
Die Erstausstrahlung der ersten Staffel war vom 22. April bis zum 10. Juni 2012 auf dem US-amerikanischen Kabelsender HBO zu sehen. Die deutschsprachige Erstausstrahlung sendete der Pay-TV-Sender Sky Atlantic HD vom 13. November 2012 bis zum 1. Januar 2013.
| Nr. (ges.) | Nr. (St.) | Deutscher Titel | Originaltitel   | Erstausstrahlung USA | Deutschsprachige Erstausstrahlung (D) | Regie              | Drehbuch                                                                          | Zuschauer (USA) |
| --- | --------- | --------------- | --------------- | -------------------- | ------------------------------------- | ------------------ | --------------------------------------------------------------------------------- | --------------- |
| 1 | 1         | Maisstärke      | Fundraiser      | 22. Apr. 2012        | 13. Nov. 2012                         | Armando Iannucci   | Armando Iannucci & Simon Blackwell Idee: Armando Iannucci                         | 1,38 Mio.       |
| Vizepräsidentin Selina Meyer plant zwei zentrale Gesetzesvorhaben, die ihr politisches Vermächtnis werden sollen: Die Clean Jobs Commission and eine Reform des Filibusters. Durch einen Tweet, der sich für den Einsatz von Einwegbesteck aus Maisstärke einsetzt, kommt es zu Protesten der Plastik-Lobby, was dazu führt, dass sich niemand für die Kommission melden möchte um es sich nicht mit der Öl/Plastik-Lobby zu verscherzen. Bei einem Treffen mit Senatorin Hallowes trifft sie auf deren politischen Berater Dan Egan, der sich daraufhin ihrem Team als Berater anschließt. Amy unterzeichnet eine Beileidskarte an die Witwe des verstorbenen Senators David Reeves (die sie für Selina unterschreiben sollte) versehentlich mit ihrem eigenen Namen. |           |                 |                 |                      |                                       |                    |                                                                                   |                 |
| 2 | 2         | Frozen Yoghurt  | Frozen Yoghurt  | 29. Apr. 2012        | 20. Nov. 2012                         | Armando Iannucci   | Simon Blackwell & Armando Iannucci Idee: Simon Blackwell                          | 1,15 Mio.       |
| Im Regierungsbezirk geht die Magendarmgrippe-Grippe um, was die Durchführung eines Fototermins in einem Frozen Yogurt-Laden verkompliziert, mit dem Selina Meyer Volksnähe demonstrieren möchte. Eine kurzfristige Unpässlichkeit des Präsidenten lässt sie kurzzeitig die Amtsgeschäfte übernehmen. |           |                 |                 |                      |                                       |                    |                                                                                   |                 |
| 3 | 3         | Catherine       | Catherine       | 6. Mai 2012          | 27. Nov. 2012                         | Tristram Shapeero  | Sean Gray & Tony Roche Idee: Sean Gray, Armando Iannucci & Tony Roche             | 0,95 Mio.       |
| Selina feiert ihr 20-jähriges Jubiläum im politischen Betrieb, aber da sie in Presseberichten als divenhaft beschrieben wurde und Gerüchte kursieren sie läge im Streit mit der Ehefrau des Präsidenten dürfen die Feierlichkeiten nur im kleinen Maßstab stattfinden. Chuck Furman ist ein Kandidat für die Clean Jobs Commission, der vor seiner Pensionierung in der Öl-Branche tätig war und als Kompromiss präsentiert werden sollte, um sowohl die Öl-Lobby als auch Umweltschützer zufrieden zustellen. Als Sidney Purcell, ein Vertreter der Öl-Lobby, ihn aber vehement ablehnt, haben Gerüchte über Furnams Berufung aber schon die Presse erreicht und er wird trotzdem in die Kommission berufen, gleichzeitig aber dem Öl-Lobbyisten ein direkter Zugang zu Selina Meyer und damit den Entscheidungen der Kommission versprochen. Catherine, Selinas Tochter die an einem College studiert, besucht ihre Mutter im Büro, wobei diese aber nicht wirklich Zeit für sie hat. Catherine ist vom Zynismus des politischen Betriebs abgestoßen, insbesondere von den Bemühungen ihrer Mutter dass Selina von der Liste kommender Hurrikanes genommen werden soll.                                                                                      |           |                 |                 |                      |                                       |                    |                                                                                   |                 |
| 4 | 4         | Chung           | Chung           | 13. Mai 2012         | 4. Dez. 2012                          | Armando Iannucci   | Sean Gray & Will Smith Idee: Sean Gray, Armando Iannucci & Will Smith             | 0,94 Mio.       |
| Danny Chung ist ein aufstrebender Gouverneur (und ein mit einem Purple Heart-Orden ausgezeichneter militärischer Veteran), dem Ambitionen auf das Amt des Vizepräsidenten nachgesagt werden. Recherchen eines Mitarbeiters von Selina Meyer zeigen aber, dass Chung in China geboren wurde bevor seine Eltern in die USA gezogen sind, was ihn von einer Kandidatur als US-Präsident oder Vizepräsident ausschließt. Als Selina nach einem Interview bei Meet the Press von ihrem Mikrofon entkabelt wird rutscht ihr eine Bemerkung heraus, Chung sein technisch gesehen kein echter Amerikaner. Chung weist dies aber später in einer Pressekonferenz zurück, seine Eltern waren doch bei der Geburt eingebürgerte US-Bürger. Selina beginnt eine neue Beziehung zu Ted Cullen. Senator Doyle ist über die Besetzung der Clean Jobs Commision mit Kandidaten der Öl-Lobby verärgert und zieht seine Unterstützung für die Filibuster-Reform zurück. Auf Anraten von Dan trifft sich Selina daher mit Vertretern des Immigration Reform Caucus, einer Vereinigung von Senatoren, die weitere Immigration ablehnen um gegen Zugeständnisse bei der Verschärfung von Einbürgerungen Unterstützung für ihre Filibuster-Reform zu erhalten.                       |           |                 |                 |                      |                                       |                    |                                                                                   |                 |
| 5 | 5         | Spitznamen      | Nicknames       | 20. Mai 2012         | 11. Dez. 2012                         | Tristram Shapeero  | Simon Blackwell & Armando Iannucci                                                | 0,81 Mio.       |
| Selina hat den Eindruck gewonnen, der Präsident gehe ihr aus dem Weg und beauftragt Dan herauszufinden ob er weiterhin ihr Clean Jobs-Gesetz unterstützt. Um an Informationen aus dem Umfeld zu Präsidenten zu kommen, verabredet sich Dan daher mit Jonah zum Mittagessen und abends zu einem Extreme Metal-Konzert. Doch obwohl Jonah versichert der Präsident stehe hinter Clean Jobs zeigt sich am nächsten Tag, dass Selinas (und vier andere) Gesetzesvorhaben zurückgestellt werden um alle politischen Bemühungen auf ein Steuergesetz des Präsidenten zu fokussieren. Ein Senator versucht (aber auf Betreiben von Dan Egan aber ohne das Selina Meyer eingeweiht wurde) die Kernelemente von Clean Jobs (wie etwa schärfere Strafen für Umweltvergehen) als Zusatzklausel an das Steuergesetz des Präsidenten anzuhängen. Da es jedoch keine Mehrheit im Senat gibt, ist Selina aus Loyalität zum Präsidenten gezwungen die Zusatzklausel mit ihrem entscheidenden Stimmrecht abzulehnen. Ein Secret Service-Mitarbeiter an dessen Lächeln sich Selina stört, wird auf ihr Bestreben versetzt. |           |                 |                 |                      |                                       |                    |                                                                                   |                 |
| 6 | 6         | Baseball        | Baseball        | 27. Mai 2012         | 18. Dez. 2012                         | Armando Iannucci   | Simon Blackwell & Tony Roche Idee: Simon Blackwell, Armando Iannucci & Tony Roche | 0,83 Mio.       |
| Nachdem Clean Jobs politisch beerdigt wurde, kümmert sich Selina auf Wunsch des Präsidenten nun um ein Programm gegen Fettleibigkeit. Die Auftaktverstaltung ihrer Kampagne für gesunde Ernährung findet im Camden Yards Baseball-Stadion in Baltimore statt. Die anwesenden Vertreter der Nahrungsmittelindustrie sind von dem gesunden Büfett alles andere als begeistert und als ein Gasleck ihre Abreise aus dem Stadion verhindert sinkt die Stimmung auf den Tiefpunkt. Selina weiht Amy ein, dass sie eventuell schwanger ist, woraufhin diese Schwangerschaftstest besorgt, die die Schwangerschaft bestätigen. Da eine uneheliche Schwangerschaft den Wählern nicht zu vermitteln sei, drängt Selina Ted einen Ring zu kaufen um vorzutäuschen sie seien schon seit sechs Wochen verlobt. |           |                 |                 |                      |                                       |                    |                                                                                   |                 |
| 7 | 7         | Transparenz     | Full Disclosure | 3. Juni 2012         | 25. Dez. 2012                         | Christopher Morris | Roger Drew & Ian Martin Idee: Roger Drew, Armando Iannucci & Ian Martin           | 1,18 Mio.       |
| Selina steht wegen der Versetzung des Secret Service-Mitarbeiters politisch unter Druck und als politischen Befreiungsschlag beschließt sie eine Transparenz-Offensive und damit alle ihre Emails und Telefonaufzeichnungen öffentlich zu machen. Durch die Transparenz-Offensive werden aber auch Teds Übernachtungen bei Selina bekannt. Dieser ist durch den ungewohnten Medienrummel aufgewühlt und es kommt zum Streit mit Selina, worauf diese Gary beauftragt gegenüber Ted das Ende der Beziehung zu verkünden. Als bekannt wird, dass Gary die Ursache der Schwangerschaftsgerüchte ist (weil er mit seinem sichtbaren Mitarbeiterausweis die Tests in einer Apotheke gekauft hatte), bietet er seinen Rücktritt an, was Selina aber ablehnt, weil er die einzige Person sei, die sich wirklich um sie sorge. Nachdem der Versuch von Mike den Secret Service-Mitarbeiter umzustimmen kläglich scheitert, droht Selina damit als Zeichen politischer Handlungsfähigkeit Dan, Amy oder Mike zu entlassen. Dies kann aber abgewendet werden; stattdessen drängt Selina Amy dazu, selbst eine Schwangerschaft und Fehlgeburt gegenüber der Presse zu behaupten und auch die Schuld an der Versetzung des Secret Service-Mitarbeiters auf sich zu nehmen. |           |                 |                 |                      |                                       |                    |                                                                                   |                 |
| 8 | 8         | Tränen          | Tears           | 10. Juni 2012        | 1. Jan. 2013                          | Armando Iannucci   | Jesse Armstrong Idee: Jesse Armstrong & Armando Iannucci                          | 1,08 Mio.       |

## Staffel 2
Die Erstausstrahlung der zweiten Staffel war vom 14. April bis zum 23. Juni 2013 auf dem US-amerikanischen Kabelsender HBO zu sehen. Die deutschsprachige Erstausstrahlung sendete der Pay-TV-Sender Sky Atlantic HD vom 4. September bis zum 6. November 2013.
| Nr. (ges.) | Nr. (St.) | Deutscher Titel | Originaltitel        | Erstausstrahlung USA | Deutschsprachige Erstausstrahlung (D) | Regie              | Drehbuch                                                                          | Zuschauer (USA) |
| ---------- | --------- | --------------- | -------------------- | -------------------- | ------------------------------------- | ------------------ | --------------------------------------------------------------------------------- | --------------- |
| 9          | 1         | Halbzeit        | Midterms             | 14. Apr. 2013        | 4. Sep. 2013                          | Christopher Morris | Will Smith Idee: Armando Iannucci & Will Smith                                    | 1,19 Mio.       |
| 10         | 2         | Signale         | Signals              | 21. Apr. 2013        | 11. Sep. 2013                         | Chris Addison      | Simon Blackwell Idee: Simon Blackwell & Armando Iannucci                          | 1,11 Mio.       |
| 11         | 3         | Geiseln         | Hostages             | 28. Apr. 2013        | 18. Sep. 2013                         | Chris Addison      | Sean Gray Idee: Armando Iannucci & Sean Gray                                      | 1,32 Mio.       |
| 12         | 4         | Selina Dion     | The Vic Allen Dinner | 5. Mai 2013          | 25. Sep. 2013                         | Chris Addison      | Simon Blackwell & Armando Iannucci                                                | 1,19 Mio.       |
| 13         | 5         | Helsinki        | Helsinki             | 12. Mai 2013         | 2. Okt. 2013                          | Becky Martin       | Ian Martin Idee: Ian Martin & Armando Iannucci                                    | 1,21 Mio.       |
| 14         | 6         | Andrew          | Andrew               | 19. Mai 2013         | 9. Okt. 2013                          | Christopher Morris | Tony Roche Idee: Armando Iannucci & Tony Roche                                    | 1,09 Mio.       |
| 15         | 7         | Haushaltssperre | Shutdown             | 2. Juni 2013         | 16. Okt. 2013                         | Becky Martin       | Simon Blackwell & Tony Roche Idee: Simon Blackwell, Tony Roche & Armando Iannucci | 1,21 Mio.       |
| 16         | 8         | Fangfragen      | First Response       | 9. Juni 2013         | 23. Okt. 2013                         | Armando Iannucci   | Roger Drew Idee: Roger Drew & Armando Iannucci                                    | 1,10 Mio.       |
| 17         | 9         | Antritt         | Running              | 16. Juni 2013        | 30. Okt. 2013                         | Tim Kirkby         | Sean Gray & Will Smith Idee: Sean Gray, Armando Iannucci & Will Smith             | 1,03 Mio        |
| 18         | 10        | Perspektiven    | D.C.                 | 23. Juni 2013        | 6. Nov. 2013                          | Tim Kirkby         | Armando Iannucci & Tony Roche                                                     | 0,99 Mio.       |

## Staffel 3
Die Erstausstrahlung der dritten Staffel war vom 6. April bis zum 8. Juni 2014 auf dem US-amerikanischen Kabelsender HBO zu sehen. Die deutschsprachige Erstausstrahlung sendete der Pay-TV-Sender Sky Atlantic HD vom 10. September bis zum 5. November 2014.
| Nr. (ges.) | Nr. (St.) | Deutscher Titel | Originaltitel        | Erstausstrahlung USA | Deutschsprachige Erstausstrahlung (D) | Regie              | Drehbuch                                                                                                  | Zuschauer (USA) |
| ---------- | --------- | --------------- | -------------------- | -------------------- | ------------------------------------- | ------------------ | --- | --------------- |
| 19         | 1         | Neuanfänge      | Some New Beginnings  | 6. Apr. 2014         | 10. Sep. 2014                         | Chris Addison      | Sean Gray & Will Smith Idee: Armando Iannucci, Sean Gray & Will Smith                                     | 0,96 Mio.       |
| 20         | 2         | Pro             | The Choice           | 13. Apr. 2014        | 17. Sep. 2014                         | Becky Martin       | Roger Drew & Ian Martin Idee: Armando Iannucci, Roger Drew & Ian Martin                                   | 0,86 Mio.       |
| 21         | 3         | Alicia          | Alicia               | 20. Apr. 2014        | 24. Sep. 2014                         | Christopher Morris | Sean Gray & Ian Martin Idee: Armando Iannucci, Sean Gray & Ian Martin                                     | 0,78 Mio.       |
| 22         | 4         | Clovis          | Clovis               | 27. Apr. 2014        | 1. Okt. 2014                          | Armando Iannucci   | Kevin Cecil, Roger Drew & Andy Riley Idee: Armando Iannucci, Kevin Cecil, Roger Drew & Andy Riley         | 0,92 Mio.       |
| 23         | 5         | Personalpolitik | Fishing              | 4. Mai 2014          | 8. Okt. 2014                          | Becky Martin       | Georgia Pritchett & Will Smith Idee: Armando Iannucci, Georgia Pritchett & Will Smith                     | 1,02 Mio.       |
| 24         | 6         | Detroit         | Detroit              | 11. Mai 2014         | 15. Okt. 2014                         | Tim Kirkby         | Kevin Cecil, David Quantick & Andy Riley Idee: Armando Iannucci, Kevin Cecil, David Quantick & Andy Riley | 1,07 Mio.       |
| 25         | 7         | London          | Special Relationship | 18. Mai 2014         | 22. Okt. 2014                         | Becky Martin       | Simon Blackwell & Tony Roche Idee: Simon Blackwell, Armando Iannucci & Tony Roche                         | 1,09 Mio.       |
| 26         | 8         | Debatte         | Debate               | 1. Juni 2014         | 29. Okt. 2014                         | Armando Iannucci   | David Quantick & Tony Roche Idee: Armando Iannucci, David Quantick & Tony Roche                           | 1,06 Mio.       |
| 27         | 9         | Gummi           | Crate                | 8. Juni 2014         | 5. Nov. 2014                          | Chris Addison      | Simon Blackwell & Georgia Pritchett Idee: Armando Iannucci, Simon Blackwell & Georgia Pritchett           | 0,95 Mio.       |
| 28         | 10        | New Hampshire   | New Hampshire        | 8. Juni 2014         | 5. Nov. 2014                          | Chris Addison      | Simon Blackwell & Tony Roche Idee: Simon Blackwell, Armando Iannucci & Tony Roche                         | 0,66 Mio.       |

## Staffel 4
Die Erstausstrahlung der vierten Staffel war vom 12. April bis zum 14. Juni 2015 auf dem US-amerikanischen Kabelsender HBO zu sehen. Die deutschsprachige Erstausstrahlung sendete der Pay-TV-Sender Sky Atlantic HD vom 9. September bis zum 11. November 2015.
| Nr. (ges.) | Nr. (St.) | Deutscher Titel | Originaltitel       | Erstausstrahlung USA | Deutschsprachige Erstausstrahlung (D) | Regie            | Drehbuch | Zuschauer (USA) |
| ---------- | --------- | --------------- | ------------------- | -------------------- | ------------------------------------- | ---------------- | --- | --------------- |
| 29         | 1         | Zukunft         | Joint Session       | 12. Apr. 2015        | 9. Sep. 2015                          | Chris Addison    | Simon Blackwell & Georgia Pritchett Idee: Armando Iannucci, Simon Blackwell & Georgia Pritchett                 | 1,05 Mio.       |
| 30         | 2         | Staatsbankett   | East Wing           | 19. Apr. 2015        | 16. Sep. 2015                         | Stephanie Laing  | Kevin Cecil, Roger Drew & Andy Riley Idee: Armando Iannucci, Kevin Cecil, Roger Drew & Andy Riley               | 0,99 Mio.       |
| 31         | 3         | Datenklau       | Data                | 26. Apr. 2015        | 23. Sep. 2015                         | Becky Martin     | Simon Blackwell, Neil Gibbons & Rob Gibbons Idee: Armando Iannucci, Simon Blackwell, Neil Gibbons & Rob Gibbons | 0,98 Mio.       |
| 32         | 4         | Teheran         | Tehran              | 3. Mai 2015          | 30. Sep. 2015                         | Becky Martin     | Ian Martin & Tony Roche Idee: Armando Iannucci, Ian Martin & Tony Roche                                         | 0,98 Mio.       |
| 33         | 5         | Parteitag       | Convention          | 10. Mai 2015         | 7. Okt. 2015                          | Stephanie Laing  | Sean Gray & David Quantick Idee: Armando Iannucci, Sean Gray & David Quantick                                   | 0,82 Mio.       |
| 34         | 6         | Hurrikan        | Storms and Pancakes | 17. Mai 2015         | 14. Okt. 2015                         | Chris Addison    | Georgia Pritchett & Will Smith                                                                                  | 0,74 Mio.       |
| 35         | 7         | Mommy Meyer     | Mommy Meyer         | 24. Mai 2015         | 21. Okt. 2015                         | Becky Martin     | Roger Drew & David Quantick Idee: Armando Iannucci, Roger Drew & David Quantick                                 | 0,98 Mio.       |
| 36         | 8         | Abstimmung      | B/ill               | 31. Mai 2015         | 28. Okt. 2015                         | Becky Martin     | Tony Roche, Andy Riley & Kevin Cecil Idee: Armando Iannucci, Tony Roche, Andy Riley & Kevin Cecil               | 0,99 Mio.       |
| 37         | 9         | Anhörung        | Testimony           | 7. Juni 2015         | 4. Nov. 2015                          | Armando Iannucci | Sean Gray & Will Smith Idee: Sean Gray, Armando Iannucci & Will Smith                                           | 0,91 Mio.       |
| 38         | 10        | Wahlnacht       | Election Night      | 14. Juni 2015        | 11. Nov. 2015                         | Chris Addison    | Simon Blackwell & Tony Roche Idee: Simon Blackwell, Armando Iannucci & Tony Roche                               | 1,11 Mio.       |

## Staffel 5
Die Erstausstrahlung der fünften Staffel war vom 24. April bis zum 26. Juni 2016 auf dem US-amerikanischen Kabelsender HBO zu sehen. Die deutschsprachige Erstausstrahlung sendete der deutsche Pay-TV-Sender Sky Atlantic HD vom 29. Juni bis zum 31. August 2016.
| Nr. (ges.) | Nr. (St.) | Deutscher Titel      | Originaltitel       | Erstausstrahlung USA | Deutschsprachige Erstausstrahlung (D) | Regie           | Drehbuch                                  | Zuschauer (USA) |
| ---------- | --------- | -------------------- | ------------------- | -------------------- | ------------------------------------- | --------------- | ----------------------------------------- | --------------- |
| 39         | 1         | Katerstimmung        | Morning After       | 24. Apr. 2016        | 29. Juni 2016                         | Chris Addison   | David Mandel                              | 1,10 Mio.       |
| 40         | 2         | Nevada               | Nev-AD-a            | 1. Mai 2016          | 6. Juli 2016                          | Chris Addison   | Lew Morton                                | 1,01 Mio.       |
| 41         | 3         | Der Adler            | The Eagle           | 8. Mai 2016          | 13. Juli 2016                         | Becky Martin    | Steve Koren                               | 0,97 Mio.       |
| 42         | 4         | Mutter               | Mother              | 15. Mai 2016         | 20. Juli 2016                         | Dale Stern      | Alex Gregory & Peter Huyck                | 0,97 Mio.       |
| 43         | 5         | Thanksgiving         | Thanksgiving        | 22. Mai 2016         | 27. Juli 2016                         | Chris Addison   | Sean Gray, Georgia Pritchett & Will Smith | 0,92 Mio.       |
| 44         | 6         | Rettungspaket        | C**Tgate            | 29. Mai 2016         | 3. Aug. 2016                          | Brad Hall       | Georgia Pritchett & Will Smith            | 0,98 Mio.       |
| 45         | 7         | Stimmenfang          | Congressional Ball  | 5. Juni 2016         | 10. Aug. 2016                         | Maurice Marable | Billy Kimball                             | 1,10 Mio.       |
| 46         | 8         | Camp David           | Camp David          | 12. Juni 2016        | 17. Aug. 2016                         | Becky Martin    | Rachel Axler                              | 0,85 Mio.       |
| 47         | 9         | Küss deine Schwester | Kissing Your Sister | 19. Juni 2016        | 24. Aug. 2016                         | David Mandel    | Erik Kenward                              | 0,90 Mio.       |
| 48         | 10        | Amtseinführung       | Inauguration        | 26. Juni 2016        | 31. Aug. 2016                         | Becky Martin    | Jim Margolis                              | 1,15 Mio.       |

## Staffel 6
Die Erstausstrahlung der sechsten Staffel war vom 16. April bis zum 25. Juni 2017 auf dem US-amerikanischen Kabelsender HBO zu sehen. Die deutschsprachige Erstausstrahlung sendete der deutsche Pay-TV-Sender Sky Atlantic HD vom 21. Juni bis zum 23. August 2017.
| Nr. (ges.) | Nr. (St.) | Deutscher Titel  | Originaltitel  | Erstausstrahlung USA | Deutschsprachige Erstausstrahlung (D) | Regie                | Drehbuch                              | Zuschauer (USA) |
| ---------- | --------- | ---------------- | -------------- | -------------------- | ------------------------------------- | -------------------- | ------------------------------------- | --------------- |
| 49         | 1         | Omaha            | Omaha          | 16. Apr. 2017        | 21. Juni 2017                         | David Mandel         | Lew Morton                            | 0,66 Mio.       |
| 50         | 2         | Bibliothek       | Library        | 23. Apr. 2017        | 28. Juni 2017                         | Craig Zisk           | Alex Gregory & Peter Huyck            | 0,63 Mio.       |
| 51         | 3         | Georgien         | Georgia        | 30. Apr. 2017        | 5. Juli 2017                          | Becky Martin         | Billy Kimball                         | 0,54 Mio.       |
| 52         | 4         | Supreme Court    | Justice        | 7. Mai 2017          | 12. Juli 2017                         | Dale Stern           | Rachel Axler                          | 0,49 Mio.       |
| 53         | 5         | Vaterkomplex     | Chicklet       | 14. Mai 2017         | 19. Juli 2017                         | Beth McCarthy-Miller | Gabrielle Allan & Jennifer Crittenden | 0,62 Mio.       |
| 54         | 6         | Katar            | Qatar          | 21. Mai 2017         | 26. Juli 2017                         | Becky Martin         | Steve Hely                            | 0,61 Mio.       |
| 55         | 7         | Klappentext      | Blurb          | 28. Mai 2017         | 2. Aug. 2017                          | Morgan Sackett       | Ian Maxtone-Graham                    | 0,55 Mio.       |
| 56         | 8         | Alabama          | Judge          | 11. Juni 2017        | 9. Aug. 2017                          | Beth McCarthy-Miller | Ted Cohen                             | 0,64 Mio.       |
| 57         | 9         | Buchvorstellung  | A Woman First  | 18. Juni 2017        | 16. Aug. 2017                         | Brad Hall            | Erik Kenward                          | 0,57 Mio.       |
| 58         | 10        | Grundsteinlegung | Groundbreaking | 25. Juni 2017        | 23. Aug. 2017                         | David Mandel         | David Mandel                          | 0,54 Mio.       |

## Staffel 7
Die Erstausstrahlung der siebten Staffel war vom 31. März bis zum 12. Mai 2019 auf dem US-amerikanischen Kabelsender HBO zu sehen. Die deutschsprachige Erstausstrahlung sendet der Pay-TV-Sender Sky Atlantic HD seit dem 18. Juni 2019.
| Nr. (ges.) | Nr. (St.) | Deutscher Titel | Originaltitel     | Erstausstrahlung USA | Deutschsprachige Erstausstrahlung (D) | Regie                | Drehbuch                                                | Zuschauer (USA) |
| ---------- | --------- | --------------- | ----------------- | -------------------- | ------------------------------------- | -------------------- | ------------------------------------------------------- | --------------- |
| 59         | 1         | Iowa            | Iowa              | 31. März 2019        | 18. Juni 2019                         | David Mandel         | Lew Morton                                              | 0,53 Mio.       |
| 60         | 2         | NotMe           | Discovery Weekend | 7. Apr. 2019         | 18. Juni 2019                         | Dale Stern           | Billy Kimball & Eric Kenward                            | 0,47 Mio.       |
| 61         | 3         | Nicht-negativ   | Pledge            | 14. Apr. 2019        | 25. Juni 2019                         | Morgan Sackett       | Rachel Axler                                            | 1,00 Mio.       |
| 62         | 4         | South Carolina  | South Carolina    | 21. Apr. 2019        | 25. Juni 2019                         | Beth McCarthy-Miller | Alex Gregory & Peter Huyck                              | 1,05 Mio.       |
| 63         | 5         | Super Tuesday   | Super Tuesday     | 2. Juli 2019         | 2. Juli 2019                          | Becky Martin         | Ted Cohen, Gabrielle Allan & Jennifer Crittenden        | 1,08 Mio.       |
| 64         | 6         | Oslo            | Oslo              | 5. Mai 2019          | 2. Juli 2019                          | Brad Hall            | Steve Hely, Ian Maxtone-Graham, Dan O’Keefe & Dan Mintz | 1,07 Mio.       |
| 65         | 7         | Veep            | Veep              | 12. Mai 2019         | 9. Juli 2019                          | David Mandel         | David Mendel                                            | 1,10 Mio.       |